# Canal de Chelles
Pour les articles homonymes, voir Chelles (homonymie).

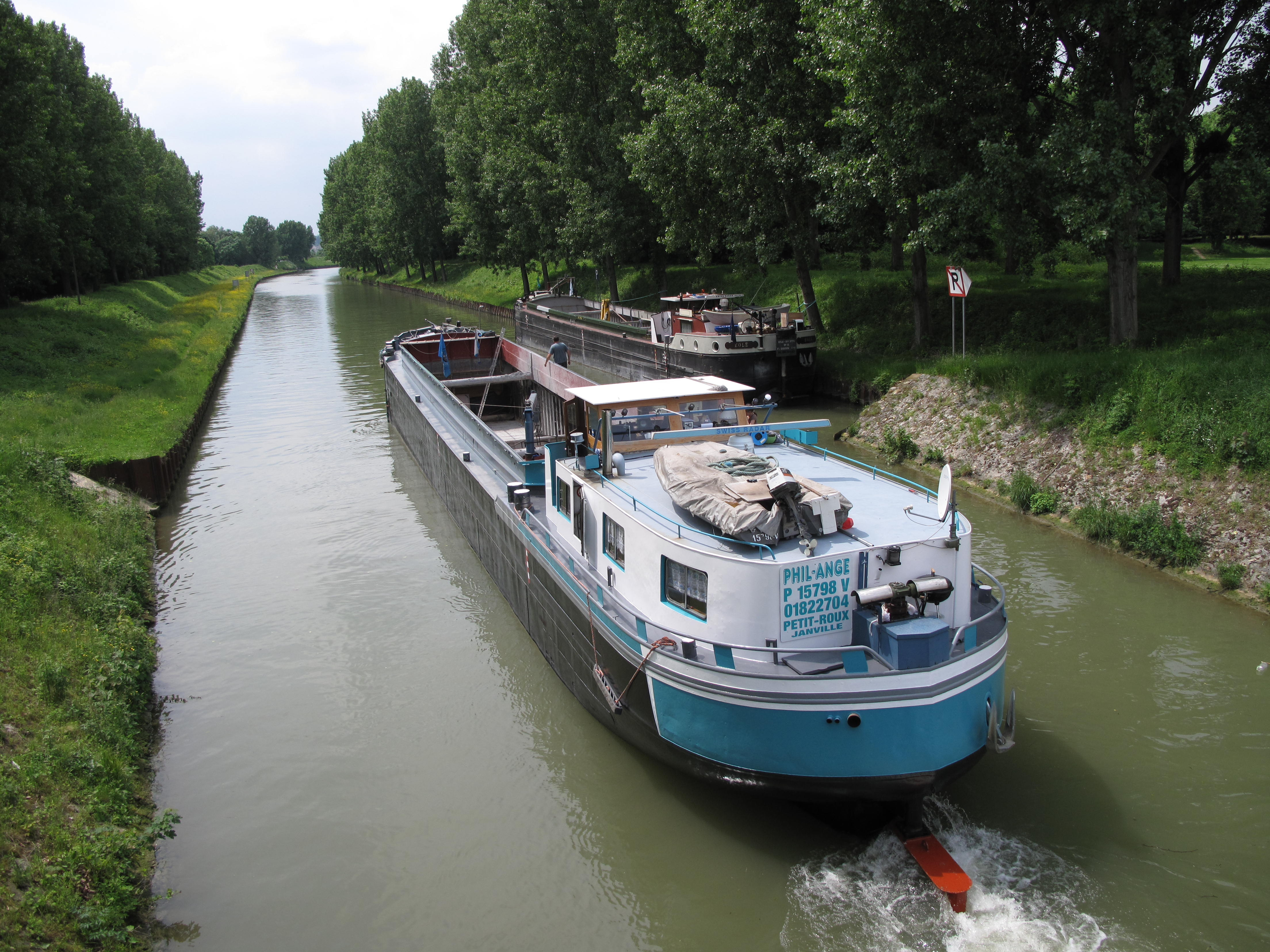
L'amont du canal de Chelles au débouché de l'écluse de Vaires-sur-Marne, vu en direction de l'aval.

Le canal de Chelles (ou canal de Vaires à Neuilly-sur-Marne) est un canal navigable parallèle à la Marne en Île-de-France entre Vaires-sur-Marne et Neuilly-sur-Marne de 9,2 km. Il permet de contourner le barrage de Noisiel et évite également des eaux peu profondes au niveau de la réserve des îles protégées de Chelles, Champs-sur-Marne et Gournay-sur-Marne.
Il traverse les communes de Vaires-sur-Marne au sud, Torcy à sa pointe nord, Chelles au sud, Gournay-sur-Marne au nord-ouest, et Neuilly-sur-Marne au sud-est.

## Historique
La décision de construire le canal émane de Napoléon Ier en 1809 pour améliorer la circulation sur la Marne. Le projet prévoit le creusement d’un canal à Saint-Maur-des-Fossés qui sera construit de 1810 à 1825 et d’un second à Chelles. Ce dernier sera  construit à partir de 1848 quand le gouvernement de la jeune IIe République a créé les Ateliers nationaux pour employer les chômeurs.
Le chantier du canal, long de 9 kilomètres, relie Vaires-sur-Marne à Neuilly-sur-Marne, évitant ainsi les sauts rocheux de Chelles et un dénivelé de 5,5 mètres.
Les travaux sont abandonnés peu après, faute de financement, puis repris sous le Second Empire, 12 ans plus tard.
Durant cette période, seules quelques passerelles ont été construites pour effectuer le franchissement des tranchées et un bac fut utilisé pour permettre aux Vairois de traverser la rivière.
Les travaux sont repris en 1861 et le canal de Chelles mis en service en 1865.

## Caractéristiques

### Entrée et sortie
L’entrée et la sortie du canal se font par deux écluses identiques mesurant 51 mètres de long et 7,8 mètres de large.
- Vaires-sur-Marne, en amont, avec un niveau 1,5 mètre, en dessous de celui de la Marne ;
- Neuilly-sur-Marne, en aval, avec un niveau 4 mètres, au-dessus de celui de la Marne.

### Port
Le port de Gournay-sur-Marne est le seul port du canal. Il est situé à l’extrémité nord-ouest de la commune, entre la Marne qui effectue une boucle et le canal. Il est géré par la société des Ports de Paris. Il a été rénové en 2010.